# 石荠苧
石荠苧（学名：Mosla scabra），为唇形科石荠苧属下的一个植物种。